# Ramón Alfredo Dus
Ramón Alfredo Dus (San Lorenzo, 22 de mayo de 1956) es el arzobispo de la arquidiócesis de Resistencia e integrante de la comisión permanente de la Conferencia Episcopal Argentina.

## Biografía

### Primeros años y ordenación sacerdotal
Ramón Alfredo Dus nació en San Lorenzo, provincia de Corrientes, el 22 de mayo de 1956.
Fue ordenado sacerdote el 8 de diciembre de 1980 en Paraná, a la edad de veinticuatro años. En 1988 obtuvo la licenciatura, y en 1989, el doctorado en Sagrada Escritura en el Pontificio Instituto Bíblico de Roma. Entre 1989 y 1993 fue profesor en el Seminario Arquidiocesano de Santa Fe, profesor y formador en el Seminario de Paraná y profesor en varios Institutos de Teología, y uno de los biblistas más apreciados de Argentina.

### Obispo y arzobispo

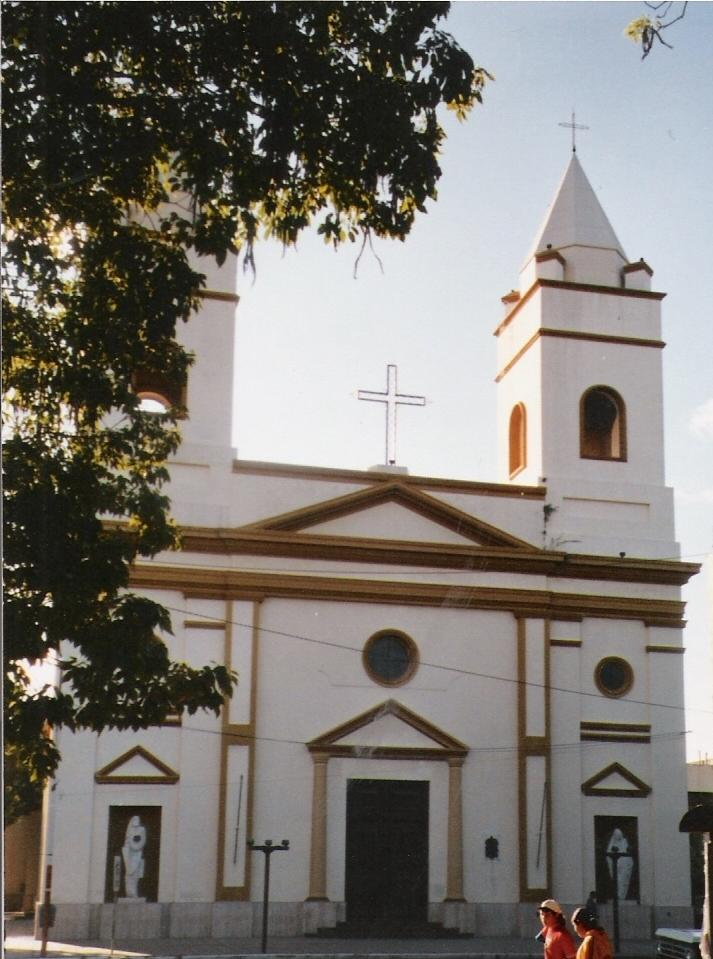
Catedral de Resistencia.

El 4 de agosto de 2005 fue designado obispo titular de Tibica y obispo auxiliar de la Diócesis de Reconquista por el papa Benedicto XVI. La ordenación episcopal tuvo lugar el 17 de septiembre de 2005. Monseñor Mario Luis Bautista Maulión, arzobispo de Paraná, fue el consagrante principal, en tanto que Estanislao Esteban Karlic, arzobispo emérito de la Arquidiócesis de Paraná, y Andrés Stanovnik, obispo de la Diócesis de Reconquista, fueron los coconsagrantes. Eligió como lema para su ministerio episcopal la frase «Donde está el Amor está la Paz».
Fue nombrado obispo diocesano de Reconquista el 26 de marzo de 2008, con lo que se convirtió en el quinto obispo de esa diócesis, luego de Juan José Iriarte, Fabriciano Sigampa, Juan Rubén Martinez y Andrés Stanovnik. En ese mismo año participó en calidad de padre sinodal en la XII Asamblea General Ordinaria del Sínodo de los Obispos, que daría lugar a la Exhortación postsinodal Verbum Domini. El 21 de febrero de 2013, fue promovido al cargo de arzobispo de la Arquidiócesis de Resistencia por Benedicto XVI, instalándose en la sede episcopal el 3 de mayo. En la Conferencia Episcopal Argentina, fue miembro de la Comisión de Fe y Cultura (delegado para los bienes culturales de la Iglesia), de Catequesis y Pastoral Bíblica, y de la Comisión de Comunicación Social, El 11 de noviembre de 2014, durante la 108.ª Asamblea Plenaria de la Conferencia Episcopal Argentina, Ramón Alfredo Dus fue elegido presidente de la Comisión Episcopal de Catequesis y Pastoral Bíblica, e integrante de la Comisión Permanente de ese organismo.